# Nouveau Centre
Les Centristes (LC) indtil 11. december 2016 kendt som: Nouveau Centre (NC) er et fransk politisk parti.
Direkte oversat til dansk betyder partinavnet: Det nye centrum. Partiet er grundlagt i 2007 af resterne af Union pour la démocratie française efter, at François Bayrou havde sprængt partiet, ved oprettelsen af Mouvement démocrate. Partiets program indeholder elementer af:
- Centrisme
- Socialliberalisme
- Liberalisme
- Kristendemokrati
- Europæisk føderalisme

Les Centristes deltager i valgalliancen Unionen af demokrater og uafhængige (UDI).

## Mandater
| Assemblée Nationale |
| Senatet             |
| Europa-Parlamentet  |

## Ekstern henvisning
- "Partiets hjemmeside" (fransk).